# FIVE ZERO ONE
『FIVE ZERO ONE』（ファイブ・ゼロ・ワン）は、Hilcrhymeが2014年2月26日にユニバーサルJから発売した5枚目のオリジナル・アルバム。

## 概要
タイトルの『FIVE ZERO ONE』とは、Hilcrhymeがメジャー・デビューから5年経ったが一旦原点に帰り新しいスタートを切る、という意味も込められている。
本作は通常盤と初回限定盤の2形態で発売。
初回限定盤のみ、インディーズ時代から現在までの秘蔵映像・写真で構成した「History of Hilcrhyme」を収録したDVDが同梱される。
2017年6月21日にUHQCDで再発された。

## 収録曲
全作詞：TOC（7以外）
1. NEW DAY, NEW WORLD（4：29）
作曲：TOC & 井筒"Growth"伸太郎
編曲：井筒"Growth"伸太郎
2. エール（3：53）
作曲：TOC & DJ KATSU
編曲：DJ KATSU & Mine-Chang
3. Your Smile（4：05）
作曲：TOC & GIORGIO CANCEMI
編曲：GIORGIO CANCEMI
4. 想送歌（4：37）
作曲：TOC & DJ KATSU
編曲：DJ KATSU
5. Theme of “6”（4：25）
作曲：TOC & GIORGIO CANCEMI
編曲：GIORGIO CANCEMI & 島田充　
  - TOC自身が所持している車を歌った曲。
6. BAR COUNTER（3：08）
作曲：TOC & DJ KATSU
編曲：DJ KATSU　
  - バーの店員である男の主人公が夜な夜な来客する女性に恋をする物語。主人公の男と店員の狭間を描いた歌詞である。
7. SEA BREEZE -Instrumental-（4：11）
作曲・編曲：DJ KATSU
8. 次ナル丘へ（4：20）
作曲：TOC & DJ KATSU
編曲：DJ KATSU　
  - インディーズで発売したアルバム「熱帯夜」に収録されている「ヒルクライマー」のリメイク版。大まかな歌詞の変更はされていないが、インディーズのHilcrhymeとメジャーのHilcrhymeとの違いがわかるような歌詞となっている。歌詞の中で「世界中をサンドウィッチ」とあるがライブではその地名に変えることもある。
9. 青天井（3：14）
作曲：TOC & DJ KATSU
編曲：DJ KATSU
10. Lost love song（3：43）
作曲：TOC
編曲：TOC & 栗原暁・久保田真悟
11. ウィライキ（3：22）
作曲：TOC & DJ KATSU
編曲：DJ KATSU
12. Welcome Back（4：04）
作曲：TOC & DJ KATSU
編曲：DJ KATSU